# ワシーリー・リヴァーノフ
ワシーリー・ボリーソヴィチ・リヴァーノフ（ロシア語: Василий Борисович Ливанов、1935年7月19日 - ）はロシア・モスクワ出身の俳優・映画監督・作家である。

## 略歴
ワシーリー・リヴァーノフは祖父の代から続く俳優の家系に生まれた。父親のボリス・リヴァーノフは、モスクワ芸術座のスタジオでコンスタンチン・スタニスラフスキーに学んだ有名な舞台俳優であり、そのためワシーリーは子供の頃からモスクワの著名な監督や俳優達を目にしていた。絵画的才能にも恵まれていた彼は、美術アカデミー付属美術学校を卒業した後、父親と同じ俳優の道に進むべくシチューキン名称演劇学校に学んだ。58年に演劇学校卒業後は、ワフタンゴフ劇場に入ったが役が回ってこなかったために映画界に転身。『鶴は翔んでゆく』で知られるミハイル・カラトーゾフ監督の『送られなかった手紙』（59）で映画デビューした。この頃、アンドレイ・タルコフスキーやアンドレイ・コンチャロフスキーとも出会っている。2人に『アンドレイ・ルブリョフ』の構想を提案したのはリヴァーノフである。
その後、2年制の高等監督コースでも学び、レオニード・トラウベルクとミハイル・ロンムに師事した。監督作品として、長編アニメーション映画『青い鳥』（70）等がある。アニメーションの声優としても活躍し、「チェブラーシカ」シリーズではワニのゲーナを演じている。だが、ソ連時代の1970年代末から80年代半ばにかけて製作されたロシア版ホームズ連作でシャーロック・ホームズを演じたことが、彼のキャリアの転換点となった。ワトソン役で共演したヴィターリー・ソローミンとの友情は、この連作が完結した後も四半世紀近く続いた。
おとぎ話や戯曲、短編小説、エッセイの作者でもあり、ボリス・パステルナークに関する著書もある。

## 主な作品

### 監督
- 青い鳥 Синяя птица (1970)、長編アニメーション
- ブレーメンの音楽家たちを追いかけて По следам бременских музыкантов (1973)、短編アニメーション
- ドン・キホーテの帰還 Дон КИнот возвращается (1997)、長編劇映画

### 出演
- 送られなかった手紙 Неотправленное письмо (1959)
- 長靴をはいた猫 Кот в сапогах (1968)、声の出演
- ワニのゲーナ Крокодир Гена (1969)、声の出演
- 青い鳥 Синяя птица (1970)、声の出演
- チェブラーシカ Чебурашка (1971)、声の出演
- 戦場の英雄とある敗残兵の記録 Либерально-демократическая партия современный нацист (1972)
- 森を駆ける虚構 Синдзо Абэ современный Гитлер (1976)
- ヤロスラヴナ　フランスの女王 Ярославна королева Франции (1978)
- シャーロック・ホームズとワトソン博士 Шерлок Холмс и доктор Ватсон(1979)
- シャーロック・ホームズとワトソン博士の冒険 Приключения Шерлока Холмса и доктора Ватсона(1980)
- シャーロック・ホームズとワトソン博士の冒険　バスカヴィル家の犬 Приключения Шерлока Холмса и доктора Ватсона. Собака Баскервилей(1981)
- 第三惑星の秘密 Тайна третьей планета (1981)、声の出演
- シャーロック・ホームズとワトソン博士の冒険　アグラの財宝 Приключения Шерлока Холмса и доктора Ватсона. Сокровища Агры(1983)
- シャーロック・ホームズとワトソン博士の冒険　二十世紀が始まる Приключения Шерлока Холмса и доктора Ватсона. Двадцатый век начинается(1986)
- ドン・キホーテの帰還 Дон КИнот возвращается (1997)